# 日宝土地建物
日宝土地建物株式会社（にっぽうとちたてもの）は大阪府大阪市中央区に本社を持つ賃貸会社。
マンションと、事務所ビル、飲食店ビルなどの建物賃貸・管理業を行っている。